# Detlef Müller (Drehbuchautor)
Detlef Müller (* 1. Mai 1929; † 20. Juli 2009 in Baiernrain-Berg) war ein deutscher Drehbuchautor.

## Leben und Wirken
Müller lieferte Beiträge zu Kriminalserien und -reihen wie Der Alte, Ein Fall für zwei, Siska oder Tatort. Der Journalist startete seine Karriere für das Fernsehen 1965, als er alle 20 Folgen der Sendereihe Unser Pauker mit Georg Thomalla verfasste. 1967 schrieb er die 13-teilige Serie Till, der Junge von nebenan. Nach einigen Fernsehspielen, die bereits kriminalistischen Inhalts waren, verlegte er sich ab den 1970er-Jahren fast ausschließlich auf das Genre Krimi und prägte den ZDF-Freitagskrimi mit. So entstanden durch ihn bis zu seinem Tod 25 Folgen von Der Alte, 20 Beiträge für Siska und 13 Geschichten von Ein Fall für zwei. 
Darüber hinaus arbeitete er auch für Die unsterblichen Methoden des Franz Josef Wanninger und an Sonne, Wein und harte Nüsse.

## Filmografie (Auswahl)
- 1965–1966: Unser Pauker (20 Folgen)
- 1967–1968: Till, der Junge von nebenan (13 Folgen)
- 1971: Hei-Wi-Tip-Top (3 Folgen)
- 1974: Eine geschiedene Frau
- 1978–2008: Der Alte (25 Folgen)
- 1983: Tatort – Wenn alle Brünnlein fließen (Fernsehreihe)
- 1985: Der Tod aus dem Computer (Fernsehfilm)
- 1985–2002: Ein Fall für Zwei (13 Folgen)
- 1990: Tatort – Zeitzünder (Fernsehreihe)
- 1990: Der Eindringling (Fernsehfilm)
- 1991: Unser Haus
- 1995: Ausweglos
- 1996: Tatort – Parteifreunde (Fernsehreihe)
- 1999: Gestern ist nie vorbei (Fernsehfilm)
- 2001: Opferlamm – Zwischen Liebe und Haß (Fernsehfilm)
- 2001–2008: Siska (20 Folgen)